# Convenzione di Minamata sul mercurio
La Convenzione di Minamata sul mercurio (Minamata Convention on Mercury) è un trattato internazionale pensato per proteggere la salute umana e l'ambiente dalle emissioni antropogenetiche e dai rilasci di mercurio e composti di mercurio.
La convenzione è il risultato di tre anni di riunioni e negoziati, al termine dei quali il testo della convenzione è stato approvato dal quinto comitato intergovernativo il 19 gennaio 2013 presso l'UNEP a Ginevra, adottato e firmato il 10 ottobre 2013 in una conferenza diplomatica tenutasi a Kumamoto, in Giappone ed entrato in vigore il 16 agosto 2017.
La Convenzione prende il nome dalla città giapponese di Minamata, nella quale per la prima volta venne diagnosticato l'avvelenamento da mercurio.
Si prevede che nei prossimi decenni questo trattato rafforzerà la riduzione dell'inquinamento da mercurio nelle attività responsabili del maggiore rilascio di mercurio nell'ambiente.
La Convenzione di Minamata contiene, a sostegno degli obiettivi prefissati, disposizioni relative all'intero ciclo di vita del mercurio, compresi i controlli e le riduzioni in una gamma di prodotti, processi produttivi e industrie nei quali il mercurio viene utilizzato, rilasciato o emesso. Il trattato riguarda anche l'estrazione diretta del mercurio, la sua esportazione-importazione, il suo stoccaggio in sicurezza e il suo smaltimento una volta divenuto rifiuto. Dall'attuazione della Convenzione, saranno individuate le popolazioni a rischio, il necessario potenziamento dell'assistenza medica e una migliore formazione degli operatori sanitari nell'identificazione e nel trattamento degli effetti legati all'esposizione da mercurio. La Convenzione di Minamata prevede controlli su una miriade di prodotti contenenti mercurio, la cui fabbricazione, importazione ed esportazione sono vietate dal 2020, con l'eccezione di quei paesi che hanno richiesto un'esenzione per un periodo di 5 o 10 anni.
I prodotti oggetto della Convenzione includono alcuni tipi di batterie, lampade fluorescenti, relè, saponi e cosmetici, termometri e dispositivi per la pressione sanguigna; Anche le otturazioni dentali che utilizzano amalgama di mercurio sono regolamentate e il loro utilizzo deve essere gradualmente ridotto.

## Premessa
Il mercurio è un elemento presente in natura. Può essere rilasciato nell'ambiente da fonti naturali, come agenti atmosferici di rocce contenenti mercurio, incendi boschivi, eruzioni vulcaniche o attività geotermiche, ma anche dalle attività umane. Si stima che ogni anno vengano emesse e riemesse nell'atmosfera 5 500-8 900 tonnellate di mercurio, in gran parte correlato all'attività.
Grazie alle sue proprietà, il mercurio è stato utilizzato in vari prodotti e processi per centinaia di anni. In epoca contemporanea è utilizzato principalmente nei processi industriali per la produzione di cloro-soda ed elastomeri poliuretanici. È ampiamente utilizzato per estrarre l'oro dal minerale grezzo nelle piccole lavorazioni. È contenuto in prodotti come alcuni interruttori elettrici (compresi i termostati), relè, apparecchiature di misurazione e controllo, lampadine fluorescenti a basso consumo, alcuni tipi di batterie e amalgama dentale.
Viene anche utilizzato in laboratori, cosmesi, prodotti farmaceutici, compresi vaccini e additivi alimentari, vernici e gioielli. Il mercurio viene rilasciato involontariamente nell'ambiente anche da alcuni processi industriali, come la produzione di energia e calore alimentati a carbone, la produzione di cemento, l'estrazione mineraria e altre attività metallurgiche come la produzione di metalli non ferrosi, nonché dall'incenerimento di molti tipi di rifiuti.
La principale fonte di emissioni di mercurio di origine umana è il settore dell'estrazione dell'oro artigianale e su piccola scala, responsabile del rilascio nell'atmosfera di ben 1 000 tonnellate di mercurio ogni anno.

## Storia dei negoziati
Il mercurio e i composti del mercurio sono noti da tempo come tossici per la salute umana e per l'ambiente. Crisi della salute pubblica su larga scala dovute all'avvelenamento da mercurio, come la malattia di Minamata e la malattia di Niigata Minamata, hanno attirato l'attenzione dei governi e dei media. Nel 1972 i delegati della Conferenza delle Nazioni Unite sull'ambiente umano di Stoccolma hanno assistito alla testimonianza del quindicenne giapponese Shinobu Sakamoto, disabile a causa di un avvelenamento da metilmercurio nell'utero materno. Conseguenza della Conferenza di Stoccolma è stata la costituzione del Programma delle Nazioni Unite per l'ambiente (UNEP).
Il 9 febbraio 2001, il direttore esecutivo dell'UNEP è stato invitato dal consiglio direttivo dello stesso a intraprendere una valutazione globale del mercurio e dei suoi composti, compresi gli effetti chimici e sulla salute, le fonti, il trasporto a lungo raggio, nonché le tecnologie di prevenzione e controllo. Sulla base della relazione presentata dalla Divisione chimica dell'UNEP, la 22ª sessione del Consiglio dell'UNEP (Nairobi, 3-7 febbraio 2003) ha preso in esame il rapporto e ha riscontrato che vi erano prove sufficienti di significativi impatti negativi del mercurio e dei suoi composti per giustificare un'azione internazionale per ridurre i rischi per la salute umana e per l'ambiente, esortando i governi nazionali ad adottare decisioni per la riduzione delle emissioni e dei rilasci di mercurio, con l'assistenza tecnica dell'UNEP.
La 23ª sessione (Nairobi, 21-25 febbraio 2005) e la 24ª sessione del Consiglio dell'UNEP (Nairobi, 5-9 febbraio 2007) sollecitavano la collaborazione tra gli Stati e con i soggetti interessati per la riduzione del mercurio e dei suoi composti, identificando una serie di priorità.
La 25ª sessione del Consiglio dell'UNEP (Nairobi, 16-20 febbraio 2009) ha deciso la costituzione di un comitato intergovernativo di negoziazione (INC) per sviluppare uno strumento giuridicamente vincolante sul mercurio.
Il 19-23 ottobre 2009 si è riunito a Bangkok il gruppo speciale di lavoro, in preparazione del Comitato intergovernativo di negoziazione, per stabilire le procedure del comitato stesso.
Al Comitato intergovernativo di negoziazione, presieduto dall'uruguaiano Fernando Lugris, hanno partecipato i rappresentanti di 119 Stati, di agenzie specializzate delle Nazioni Unite, di organizzazioni intergovernative, di accordi ambientali mutilaterali e di organizzazioni non governative. Il Comitato ha tenuto cinque sessioni per discutere e negoziare l'accordo sul mercurio:
- INC 1, 7-11 giugno 2010, Stoccolma (Svezia)[18]
- INC 2, 24-28 gennaio 2011, Chiba (Giappone)[19]
- INC 3, 31 ottobre-4 novembre 2011, Nairobi (Kenya)[20]
- INC 4, 27 giugno-2 luglio 2012, Punta del Este (Uruguay)[21]
- INC 5, 13-19 gennaio 2013, Ginevra (Svizzera)[22]

Il 19 gennaio 2013 i rappresentanti di 137 Stati, con i rappresentanti di 14 organizzazioni intergovernative e di 57 organizzazioni non governative, hanno approvato il testo della Convenzione da sottoporre al Consiglio dell'UNEP. Il presidente del Comitato, Fernando Lugris, commentava: «Nelle prime ore del 19 gennaio 2013 abbiamo chiuso un capitolo di un viaggio che ha richiesto quattro anni di trattative spesso intense ma alla fine riuscite e ha aperto un nuovo capitolo verso un futuro sostenibile. Questo è stato fatto ovunque in nome delle popolazioni vulnerabili e rappresenta un'opportunità per un secolo più sano e sostenibile per tutti i popoli.»
Il testo approvato dall'INC 5 veniva esaminato nella 27ª sessione del Consiglio dell'UNEP (Nairobi, 18-22 febbraio 2013) che decideva la convocazione della Convenzione di Minamata sul mercurio.
La conferenza dei Plenipotenziari per la Convenzione di Minamoto sul mercurio, preceduta dalla riunione preparatoria (7-8 ottobre 2013), si è tenuta il 10 e 11 ottobre 2013 a Kumamoto, in Giappone, con una cerimonia di apertura tenutasi a Minamata il 9 ottobre 2013. L'incontro è stato ufficialmente aperto a Kumamoto e ha proceduto all'adozione del testo della Convenzione di Minamata sul mercurio, delle risoluzioni da allegare all'Atto finale e poi dello stesso Atto finale. La Convenzione e l'Atto finale sono stati quindi aperti alla firma, seguiti dalle dichiarazioni dei diplomatici presenti.
A seguito dell'adozione della Convenzione, il Comitato intergovernativo di negoziazione è stato incaricato di riunirsi durante il periodo provvisorio precedente l'apertura della prima riunione della Conferenza delle parti (Conference of the Parties, COP) per agevolarne la rapida entrata in vigore e l'effettiva attuazione. I comitati che hanno affrontato gli aspetti tecnici, finanziari, amministrativi e operativi, sono stati due:
- INC 6, 3-7 novembre 2014, Bangkok, Tailandia[28]
- INC 7, 10-15 marzo 2016, Mar Morto, Giordania[29]

La Convenzione è entrata in vigore, secondo quanto previsto dall'art 31 della stessa, il 16 agosto 2017.
La prima Conferenza delle parti (COP 1) si è tenuta a Ginevra presso il Centre International de Conférences Genève, dal 24 al 29 settembre 2017. La COP1 ha discusso, tra l'altro, di rendicontazione, valutazione dell'efficacia, meccanismo finanziario, disposizioni per un segretariato permanente, conformità e orientamento,  linee guida relative agli aspetti tecnici della Convenzione. La COP1 ha concordato le disposizioni per il Segretariato, con sede provvisoria a Ginevra; ha anche istituito il Programma internazionale specifico (SIP) come parte del meccanismo finanziario.
La seconda Conferenza delle parti (COP2) si è tenuta a Ginevra dal 19 al 23 novembre 2018.
I delegati che hanno partecipato alla Conferenza hanno approvato le disposizioni per un Segretariato autonomo, con sede a Ginevra. La COP2 ha anche adottato decisioni relative a: collaborazione con la Convenzione di Basilea, con la Convenzione di Rotterdam, con la Convenzione di Stoccolma sugli inquinanti organici persistenti; collaborazione con l'Organizzazione mondiale della sanità e con l'Organizzazione internazionale del lavoro; regole procedurali del Comitato per l'attuazione e per il rispetto degli impegni; soglie di spreco di mercurio; codici doganali armonizzati; siti contaminati; stoccaggio temporaneo del mercurio; rafforzamento delle capacità, assistenza tecnica e trasferimento tecnologico; valutazione dell'efficacia. La COP2 ha anche approvato il Protocollo d'intenti con il Fondo mondiale per l'ambiente (GEF).
La terza Conferenza delle parti (COP3) si è tenuta a Ginevra dal 25 al 29 novembre 2019.
I delegati che hanno partecipato alla COP3 hanno deliberato in merito a: revisione degli allegati A e B della Convenzione; armonizzazione dei codici; rilascio di mercurio; soglie degli scarti di mercurio; siti contaminati; Programma internazionale specifico per sostenere il rafforzamento delle capacità e l'assistenza tecnica (SIP); revisione del meccanismo finanziario; rafforzamento delle capacità, assistenza tecnica e trasferimento di tecnologia; Comitato per l'attuazione e per il rispetto degli impegni; emissioni di mercurio risultanti dalla combustione dei rifiuti all'aperto; coordinamento e collaborazione internazionale.
La quarta Conferenza delle parti (COP4), a causa della pandemia di COVID-19, si è tenuta in due parti: la prima in streaming dal 1º al 5 novembre 2021, la seconda in presenza a Bali (Indonesia) dal 21 al 25 marzo 2022.
I delegati che hanno partecipato alla COP4 hanno deliberato in merito a: emendamenti alla parte I dell'allegato A relativi alla eliminazione graduale del mercurio entro il 2025; adozione di piani nazionali in merito all'attività di estrazione dell'oro a livello artigianale e su piccola scala; adozione delle linee guida sulla preparazione degli inventari delle emissioni; estendere il mandato degli esperti tecnici in merito al trattamento degli scarti; collaborazione con il Fondo mondiale per l'ambiente; revisione del meccanismo finanziario; Programma internazionale specifico per sostenere il rafforzamento delle capacità e l'assistenza tecnica (SIP); rafforzamento delle capacità, assistenza tecnica e trasferimento di tecnologia; Comitato per l'attuazione e per il rispetto degli impegni; valutazione dell'efficacia; eguaglianza di genere in linea con l'Obiettivo 5 dell'Agenda 2030; collaborazione con l'Assemblea ambientale delle Nazioni Unite (UNEA); accordi ambientali multilaterali, come gli studi condotti congiuntamente tra la Convenzione di Minamata e i segretariati delle convenzioni di Basilea, Rotterdam, Stoccolma. Il bilancio preventivo del 2023 è stato approvato per l'importo di 4 516 686 dollari.
La quinta Conferenza delle parti (COP5) è prevista a Ginevra dal 30 ottobre al 3 novembre 2023.

## Pubblicazioni
- (EN) Minamata Convention on Mercury. Text and Annexes (PDF), Nairobi, United Nations Environment Programme, settembre 2019.
- Convenzione di Minamata sul mercurio (PDF), in Gazzetta Ufficiale della Repubblica Italiana, n. 60, 3 agosto 2017,  pp. 34-67.